# Panteleïmon Koulich
Panteleïmon Koulich (parfois translittéré Panteleymon ou Pantelejmon Kuliš ; ukrainien : Пантелеймон Куліш), né le 26 ou 27 juillet 1819 et mort le 2 février 1897 (14 février dans le calendrier grégorien), est un écrivain, critique littéraire, poète, folkloriste et traducteur ukrainien. Ses œuvres font partie de la littérature classique de la langue ukrainienne. Il était marié à l'écrivaine ukrainienne Hanna Barvinok.

## Œuvres
Son œuvre la plus connue est Le Conseil noir (ukrainien : Чорна рада, Tchorna rada) un roman historique traitant de la lutte de pouvoir dans des milieux cosaques ukrainiens vers 1663.
Il est le créateur du koulichovki, une des versions de l'alphabet ukrainien, un des principaux auteurs de la traduction complète de la bible en ukrainien, avec Ivan Puluj et Ivan Netchouï-Levytsky. Il fut un des acteurs du réveil culturel ukrainien, avec Taras Chevtchenko, dont il était ami. 

## Liens externes

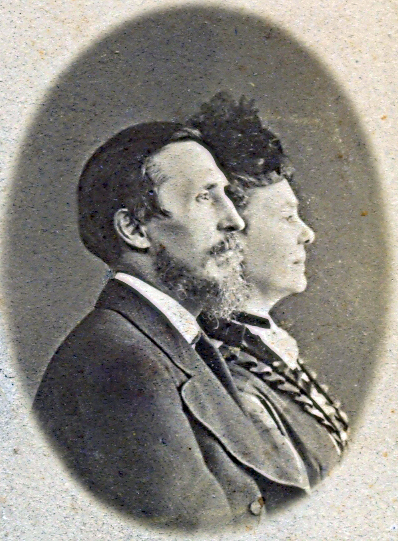
Panteleïmon Koulich et sa femme Hanna Barvinok.